# Groenstaartgoudkeelkolibrie
De groenstaartgoudkeelkolibrie (Polytmus theresiae) is een vogel uit de familie Trochilidae (kolibries).

## Verspreiding en leefgebied
Deze soort komt voor in het noordoostelijk en westelijk Amazonebekken en telt twee ondersoorten:
- P. t. theresiae: de Guiana's en het noordelijke deel van Centraal-Brazilië.
- P. t. leucorrhous: van oostelijk Colombia en zuidelijk Venezuela tot noordoostelijk Peru en noordwestelijk Brazilië.